# Spinomicrocheilinella
Spinomicrocheilinella is een geslacht van uitgestorven kreeftachtigen uit de klasse van de Ostracoda (mosselkreeftjes).

## Soorten
- Spinomicrocheilinella anterocompressa Yuan and Crasquin-Soleau 2007 †
- Spinomicrocheilinella dargenioi Kozur 1991 †
- Spinomicrocheilinella praespinosa Kozur 1985 †
- Spinomicrocheilinella spinosa Kozur 1985 †
- Spinomicrocheilinella unispinosa Cooper 1946 †